# 金忠傑
金 忠傑（キム・チュンゴル、朝鮮語: 김충걸）は、朝鮮民主主義人民共和国の政治家。金属工業相、朝鮮労働党中央委員会委員。黄海製鉄連合企業所支配人などを歴任した。

## 経歴
出生地や生年月日は不明。時期は不明だが黄海製鉄連合企業所支配人に就任し、2009年3月に最高人民会議第12期代議員に選出された。2010年9月28日に開催された朝鮮労働党第3回党代表者会で、朝鮮労働党中央委員会委員候補に選出され、
2011年に金正日総書記が死去した際には、国家葬儀委員会委員に選ばれた。2016年5月9日に開催された朝鮮労働党第7次大会で朝鮮労働党中央委員会委員候補に再選され、同年6月に開かれた最高人民会議第13期第4回会議で、国家経済発展5カ年戦略について演説した。2017年に金属工業相に任命された。2019年4月10日に開催された朝鮮労働党中央委員会第7期第4回総会で党中央委員会委員に補選され、翌日に開催された最高人民会議第14期第1回会議で、金属工業相に再任された。

## 参考サイト
북한정보포털
| 先代金勇光 | 金属工業相2017年 - | 次代現職 |